# Сікамор (Огайо)
Сікамор (англ. Sycamore) — селище (англ. village) в США, в окрузі Ваяндот штату Огайо. Населення — 793 особи (2020).

## Географія
Сікамор розташований за координатами 40°57′6″ пн. ш. 83°10′15″ зх. д. / 40.95167° пн. ш. 83.17083° зх. д. (40.951672, -83.170970).  За даними Бюро перепису населення США в 2010 році селище мало площу 1,65 км², уся площа — суходіл.

## Демографія
Згідно з переписом 2010 року, у селищі мешкала 861 особа в 358 домогосподарствах у складі 239 родин. Густота населення становила 522 особи/км².  Було 404 помешкання (245/км²).
Расовий склад населення:
| - 99,1 % — білих - 0,2 % — азіатів - 0,1 % — чорних або афроамериканців |

До двох чи більше рас належало 0,3 %. Частка іспаномовних становила 1,5 % від усіх жителів.
За віковим діапазоном населення розподілялося таким чином: 25,1 % — особи молодші 18 років, 57,8 % — особи у віці 18—64 років, 17,1 % — особи у віці 65 років та старші. Медіана віку мешканця становила 40,2 року. На 100 осіб жіночої статі у селищі припадало 96,6 чоловіків;  на 100 жінок у віці від 18 років та старших — 96,0 чоловіків також старших 18 років.
Середній дохід на одне домашнє господарство  становив 52 977 доларів США (медіана — 44 375), а середній дохід на одну сім'ю — 63 208 доларів (медіана — 56 786). Медіана доходів становила 41 071 долар для чоловіків та 28 942 долари для жінок. За межею бідності перебувало 10,0 % осіб, у тому числі 16,5 % дітей у віці до 18 років та 7,5 % осіб у віці 65 років та старших.
Цивільне працевлаштоване населення становило 416 осіб. Основні галузі зайнятості: виробництво — 24,5 %, освіта, охорона здоров'я та соціальна допомога — 22,4 %, роздрібна торгівля — 9,4 %, мистецтво, розваги та відпочинок — 7,9 %.